# Tur i kärlek
Tur i kärlek var ett dejtingprogram och ett av TV4:s allra första TV-program. Det började sändas 15 februari 1991 och leddes under flera säsonger av Adam Alsing och Agneta Sjödin. Därefter tog Renée Nyberg över programledarskapet. Berättarrösten tillhör Lasse Karlsson. Efter programmets nedläggning följde liknande format.

## Bakgrund
Från början blev Adam Alsing, med erfarenhet från underhållningsprogrammet Twist & Shout i TV4, erbjuden att leda dejtingprogrammet med en icke-bestämd kvinnlig kollega. Flera kvinnor fick provspela för programledarrollen, men ingen uppfyllde de tilltänkta kraven. Då kallades plötsligt Agneta Sjödin in, som vid tiden var ljussättare på TV4. Hon fick rollen och inledde därmed sin programledarkarriär på TV-kanalen.

## Programidé
Programidén gick ut på att tre okända män konfronterades med tre främmande kvinnor. Först skulle personerna berätta lite om sig själva, för att därefter besvara intima frågor. Slutligen skulle personerna välja en av de tre dejtingkandidaterna. Var båda intresserade av varandra så hade de "tur i kärlek" och vann en romantisk dejt tillsammans.

### Fotnoter
1. ↑  Kärleksshower som säljer, Svenska Dagbladet, 21 maj 1991, läs online.[källa från Wikidata]
2. ↑  MTV Produktion Tur i Kärlek, MTV Produktion, läs online.[källa från Wikidata]
3. 1 2  TV-programmen - Måndag, Svenska Dagbladet, 18 februari 1991, läs online.[källa från Wikidata]
4. ↑  ”Nu tar Agneta revansch”. www.expressen.se. https://www.expressen.se/noje/nu-tar-agneta-revansch/. Läst 10 februari 2020.